# Elezioni regionali in Piemonte del 2014
Le elezioni regionali in Piemonte del 2014 si sono tenute il 25 maggio, in concomitanza con le Elezioni europee del 2014.
Sono le prime elezioni regionali anticipate nella storia della Regione Piemonte, nonché le terze, in Italia, dovute ad annullamento del precedente risultato elettorale, dopo i due casi del Molise.

## Antefatto
Il 10 gennaio 2014 il TAR del Piemonte ha annullato le precedenti elezioni del 2010 a causa di irregolarità riscontrate nelle firme raccolte a sostegno della lista "Pensionati per Cota" i cui voti, come lista collegata al candidato, furono decisivi per la vittoria di Roberto Cota.
Il 22 gennaio 2014 la regione Piemonte ha presentato ricorso; tale ricorso viene però rigettato dal Consiglio di Stato l'11 febbraio 2014, che conferma così il giudizio di irregolarità delle elezioni del 2010 per la partecipazione di una lista (Pensionati per Cota) presentata con l'uso di firme false.
Il 6 marzo 2014 il TAR del Piemonte, accogliendo un ricorso del Movimento 5 Stelle che chiedeva un giudizio di ottemperanza della precedente sentenza del Consiglio di Stato, impone a Cota di indire le consultazioni elettorali regionali entro una settimana dalla notificazione del provvedimento e, contestualmente, nomina commissario ad acta il Prefetto di Torino in caso di inadempimento di Cota.
Alla base del ricorso, cui ha preso parte anche Mercedes Bresso, vi è la convinzione, accolta dal TAR, che Cota abbia manifestato «la concreta volontà di non dare esecuzione alla sentenza di annullamento delle elezioni regionali».
Il 12 marzo 2014, giusto in tempo per evitare il commissariamento, Cota decide di firmare il decreto di indizione delle elezioni regionali, fissandole il 25 maggio.

## Candidati alla presidenza
I candidati alla presidenza sono stati (in ordine alfabetico):
- Davide Bono, sostenuto dal Movimento 5 Stelle[16];
- Sergio Chiamparino, coalizione "Chiamparino presidente" sostenuta da Partito Democratico, Italia dei Valori, Scelta Civica, lista "Chiamparino per il Piemonte", Moderati e Sinistra Ecologia Libertà[17];
- Enrico Costa, sostenuto da Nuovo Centrodestra - Unione di Centro;
- Guido Crosetto, sostenuto da Fratelli d'Italia - Alleanza Nazionale;
- Mauro Filingeri, sostenuto da L'Altro Piemonte a Sinistra;
- Gilberto Pichetto Fratin, coalizione "Centrodestra per Pichetto" sostenuta da Forza Italia, Lega Nord, Verdi Verdi, Grande Sud - Movimento Azzurri Italiani, Destre Unite, lista Civica Pichetto[18] (non presente nelle circoscrizioni di Novara e Verbano - Cusio - Ossola).

## Affluenza
Hanno partecipato alle votazioni 2 405 228 elettori, pari al 66,44% dei 3 620 349 aventi diritto.
| Provincia            | Affluenza |
| -------------------- | --------- |
| Piemonte             | 66,44%    |
| Alessandria          | 64,97%    |
| Asti                 | 65,07%    |
| Biella               | 67,99%    |
| Cuneo                | 68,72%    |
| Novara               | 66,22%    |
| Torino               | 66,55%    |
| Verbano-Cusio-Ossola | 61,85%    |
| Vercelli             | 66,03%    |

## Risultati elettorali
|                                                                 | Sergio Chiamparino (Chiamparino Presidente) ✔️ Presidente       | 1 057 031                                                       | 47,09 | Partito Democratico                    | 704 541   | 36,17 | 17 |  |  |
| Chiamparino per il Piemonte                                     | Sergio Chiamparino (Chiamparino Presidente) ✔️ Presidente       | 1 057 031                                                       | 47,09 | 94 615                                 | 4,86      | 2     |    |  |  |
| Moderati per Chiamparino                                        | Sergio Chiamparino (Chiamparino Presidente) ✔️ Presidente       | 1 057 031                                                       | 47,09 | 47 901                                 | 2,46      | 1     |    |  |  |
| Sinistra Ecologia Libertà                                       | Sergio Chiamparino (Chiamparino Presidente) ✔️ Presidente       | 1 057 031                                                       | 47,09 | 40 873                                 | 2,10      | 1     |    |  |  |
| Scelta Civica                                                   | Sergio Chiamparino (Chiamparino Presidente) ✔️ Presidente       | 1 057 031                                                       | 47,09 | 29 313                                 | 1,50      | 1     |    |  |  |
| Italia dei Valori                                               | Sergio Chiamparino (Chiamparino Presidente) ✔️ Presidente       | 1 057 031                                                       | 47,09 | 13 658                                 | 0,70      | –     |    |  |  |
| Seggi assegnati alla lista regionale                            | Seggi assegnati alla lista regionale                            | Seggi assegnati alla lista regionale                            | 47,09 | 11                                     |           |       |    |  |  |
|                                                                 | Gilberto Pichetto (Centro Destra per Pichetto)                  | 495 993                                                         | 22,10 | Forza Italia                           | 302 743   | 15,54 | 6  |  |  |
| Lega Nord                                                       | Gilberto Pichetto (Centro Destra per Pichetto)                  | 495 993                                                         | 22,10 | 141 741                                | 7,28      | 2     |    |  |  |
| Partito Pensionati                                              | Gilberto Pichetto (Centro Destra per Pichetto)                  | 495 993                                                         | 22,10 | 13 837                                 | 0,71      | –     |    |  |  |
| Civica per il Piemonte                                          | Gilberto Pichetto (Centro Destra per Pichetto)                  | 495 993                                                         | 22,10 | 8 853                                  | 0,45      | –     |    |  |  |
| Verdi Verdi                                                     | Gilberto Pichetto (Centro Destra per Pichetto)                  | 495 993                                                         | 22,10 | 5 435                                  | 0,28      | –     |    |  |  |
| Destre Unite                                                    | Gilberto Pichetto (Centro Destra per Pichetto)                  | 495 993                                                         | 22,10 | 5 004                                  | 0,26      | –     |    |  |  |
| Grande Sud - Azzurri italiani                                   | Gilberto Pichetto (Centro Destra per Pichetto)                  | 495 993                                                         | 22,10 | 1 676                                  | 0,09      | –     |    |  |  |
| Seggio assegnato al candidato presidente classificatosi secondo | Seggio assegnato al candidato presidente classificatosi secondo | Seggio assegnato al candidato presidente classificatosi secondo | 22,10 | 1                                      |           |       |    |  |  |
|                                                                 | Davide Bono                                                     | 481 453                                                         | 21,45 | Movimento 5 Stelle                     | 396 295   | 20,35 | 8  |  |  |
|                                                                 | Guido Crosetto                                                  | 117 807                                                         | 5,25  | Fratelli d'Italia - Alleanza Nazionale | 72 776    | 3,74  | 1  |  |  |
|                                                                 | Enrico Costa                                                    | 67 025                                                          | 2,99  | Nuovo Centrodestra - Unione di Centro  | 49 059    | 2,52  | –  |  |  |
|                                                                 | Mauro Filingeri                                                 | 25 193                                                          | 1,12  | L'Altro Piemonte a Sinistra            | 19 467    | 1,00  | –  |  |  |
| Totale                                                          | Totale                                                          | 2 244 502                                                       | 100   |                                        | 1 947 787 | 100   | 51 |  |  |
|                                                                 |                                                                 |                                                                 |       |                                        |           |       |    |  |  |
| Schede bianche                                                  | Schede bianche                                                  | 66 345                                                          | 2,76  |                                        |           |       |    |  |  |
| Schede nulle                                                    | Schede nulle                                                    | 94 381                                                          | 3,92  |                                        |           |       |    |  |  |
| Votanti                                                         | Votanti                                                         | 2 405 228                                                       | 66,44 |                                        |           |       |    |  |  |
| Elettori                                                        | Elettori                                                        | 3 620 349                                                       |       |                                        |           |       |    |  |  |

## Consiglieri eletti
| Collegio             | Lista                       | Lista                       | Eletto                      |
| -------------------- | --------------------------- | --------------------------- | --------------------------- |
| Collegio regionale   |                             | Chiamparino Presidente      | Sergio Chiamparino          |
| Collegio regionale   | Aldo Reschigna              | Chiamparino Presidente      |                             |
| Collegio regionale   | Enrica Baricco              | Chiamparino Presidente      |                             |
| Collegio regionale   | Maria Carla Chiapello       | Chiamparino Presidente      |                             |
| Collegio regionale   | Marco Grimaldi              | Chiamparino Presidente      |                             |
| Collegio regionale   | Gabriele Molinari           | Chiamparino Presidente      |                             |
| Collegio regionale   | Silvana Accossato           | Chiamparino Presidente      |                             |
| Collegio regionale   | Valentina Giuseppina Caputo | Chiamparino Presidente      |                             |
| Collegio regionale   | Nadia Conticelli            | Chiamparino Presidente      |                             |
| Collegio regionale   | Antonio Ferrentino          | Chiamparino Presidente      |                             |
| Collegio regionale   | Giorgio Ferrero             | Chiamparino Presidente      |                             |
| Collegio regionale   |                             | Centro Destra per Pichetto  | Gilberto Pichetto Fratin    |
| Torino               |                             | Partito Democratico         | Davide Gariglio             |
| Torino               | Giovanna Pentenero          | Partito Democratico         |                             |
| Torino               | Mauro Laus                  | Partito Democratico         |                             |
| Torino               | Antonino Boeti              | Partito Democratico         |                             |
| Torino               | Raffaele Gallo              | Partito Democratico         |                             |
| Torino               | Daniele Valle               | Partito Democratico         |                             |
| Torino               | Andrea Appiano              | Partito Democratico         |                             |
| Torino               | Elvio Rostagno              | Partito Democratico         |                             |
| Torino               |                             | Movimento 5 Stelle          | Davide Bono                 |
| Torino               | Giorgio Bertola             | Movimento 5 Stelle          |                             |
| Torino               | Francesca Frediani          | Movimento 5 Stelle          |                             |
| Torino               | Stefania Batzella           | Movimento 5 Stelle          |                             |
| Torino               | Federico Valetti            | Movimento 5 Stelle          |                             |
| Torino               |                             | Forza Italia                | Daniela Ruffino             |
| Torino               | Claudia Porchietto          | Forza Italia                |                             |
| Torino               | Gian Luca Vignale           | Forza Italia                |                             |
| Torino               |                             | Chiamparino per il Piemonte | Mario Giaccone              |
| Torino               |                             | Lega Nord                   | Alessandro Manuel Benvenuto |
| Torino               |                             | Fratelli d'Italia           | Maurizio Marrone            |
| Torino               |                             | Moderati per Chiamparino    | Giovanni Maria Ferraris     |
| Torino               |                             | Sinistra Ecologia Libertà   | Monica Cerutti              |
| Torino               |                             | Scelta Civica               | Alfredo Monaco              |
| Alessandria          |                             | Partito Democratico         | Domenico Ravetti            |
| Alessandria          | Domenico Ottria             | Partito Democratico         |                             |
| Alessandria          |                             | Movimento 5 Stelle          | Paolo Domenico Mighetti     |
| Alessandria          |                             | Forza Italia                | Massimo Vittorio Berutti    |
| Asti                 |                             | Partito Democratico         | Angela Motta                |
| Biella               |                             | Partito Democratico         | Vittorio Barazzotto         |
| Cuneo                |                             | Partito Democratico         | Francesco Balocco           |
| Cuneo                | Paolo Allemano              | Partito Democratico         |                             |
| Cuneo                |                             | Movimento 5 Stelle          | Mauro Willem Campo          |
| Cuneo                |                             | Forza Italia                | Francesco Graglia           |
| Cuneo                |                             | Chiamparino per il Piemonte | Alberto Valmaggia           |
| Cuneo                |                             | Lega Nord                   | Gianna Gancia               |
| Novara               |                             | Partito Democratico         | Augusto Ferrari             |
| Novara               |                             | Forza Italia                | Diego Sozzani               |
| Novara               |                             | Movimento 5 Stelle          | Gianpaolo Andrissi          |
| Verbano-Cusio-Ossola |                             | Partito Democratico         | Aldo Reschigna              |
| Vercelli             |                             | Partito Democratico         | Giovanni Corgnati           |

## Controversia sulle firme false
In seguito alla scoperta della presenza nel listino del governatore Chiamparino di possibili firme false, un esponente della Lega Nord ha fatto ricorso al Tar del Piemonte chiedendo l'annullamento delle elezioni.
Nonostante sia stata appurata la presenza di firme false, nel luglio 2015 il Tar del Piemonte ha dichiarato valide le elezioni con la motivazione che le firme regolari fossero comunque sufficienti a garantire il numero necessario per la validità delle elezioni. Poiché lo stesso Tar aveva annullato le precedenti elezioni in base alla presenza di firme irregolari collegate alle liste, l'ex governatore Cota ha commentato la sentenza dicendo che «se le firme false sono del Pd, va bene così».
Il 16 luglio Matteo Salvini ha commentato la sentenza dicendo che «Non si capisce perché se c'è di mezzo la Lega i tribunali si comportano in un modo e se c'è il Pd in un altro. È palese che la vittoria di Chiamparino è stata irregolare».